# Comuna Kolodne, Zbaraj
Kolodne (în ucraineană Колодне) este o comună în raionul Zbaraj, regiunea Ternopil, Ucraina, formată din satele Boleazubî, Hlînciukî și Kolodne (reședința).

## Demografie
Componența lingvistică a comunei Kolodne
     Ucraineană (98,11%)
     Rusă (1,84%)
Conform recensământului din 2001, majoritatea populației comunei Kolodne era vorbitoare de ucraineană (98,11%), existând în minoritate și vorbitori de rusă (1,84%).